# Musée de la Marine (Marseille)
Pour les articles homonymes, voir Musée maritime.
Le musée de la Marine de Marseille (France), implanté dans le palais de la Bourse qui abrite la chambre de commerce et d’industrie Marseille-Provence, est un musée d'art et d'histoire français.

## Historique
Créé par la chambre de commerce de Marseille au début en 1934 sous le nom de musée d'Histoire de la Chambre de Commerce, le musée devient en 1946 le musée de la Marine et de la France d’Outre-Mer, puis le musée de la Marine de Marseille en 1969.
Il est principalement axé sur l'activité économique du port de Marseille à travers son activité maritime. Il conserve des œuvres d'artistes comme Dominique Antoine Magaud, Alfred Casile, Jean-Baptiste Olive, Théodore Gudin, Raphaël Ponson, Emmanuel Coulange-Lautrec, Victor Coste, de nombreuses maquettes de bateaux liés à l'histoire de Marseille, des instruments de navigation, un grand nombre d'estampes, des affiches publicitaires et des documents d'archives.
Dirigé par son président, Jean-Luc Chauvin, et son directeur général, Philippe Blanquefort, le musée a fermé ses portes en 2018 et ses collections sont menacées d'une dispersion par vente aux enchères. 
Cette dispersion a en fait commencée dès 2009 par une vente aux enchères alors que ses œuvres font partie du domaine public et sont donc inaliénables.

Aperçu des collections
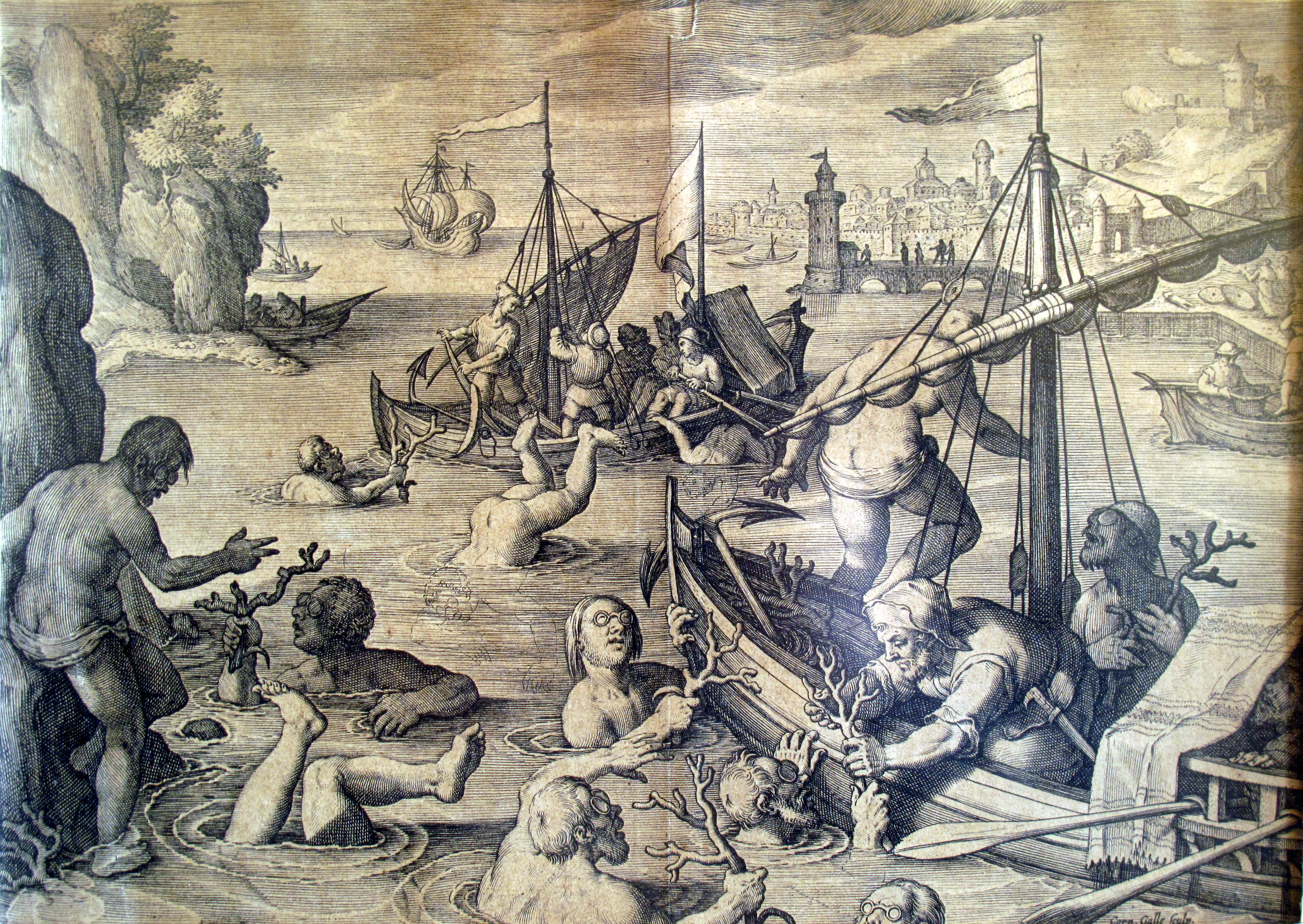
Philippe Galle, La Pêche au corail, gravure d'après Jan van der Straet (XVIIe siècle).
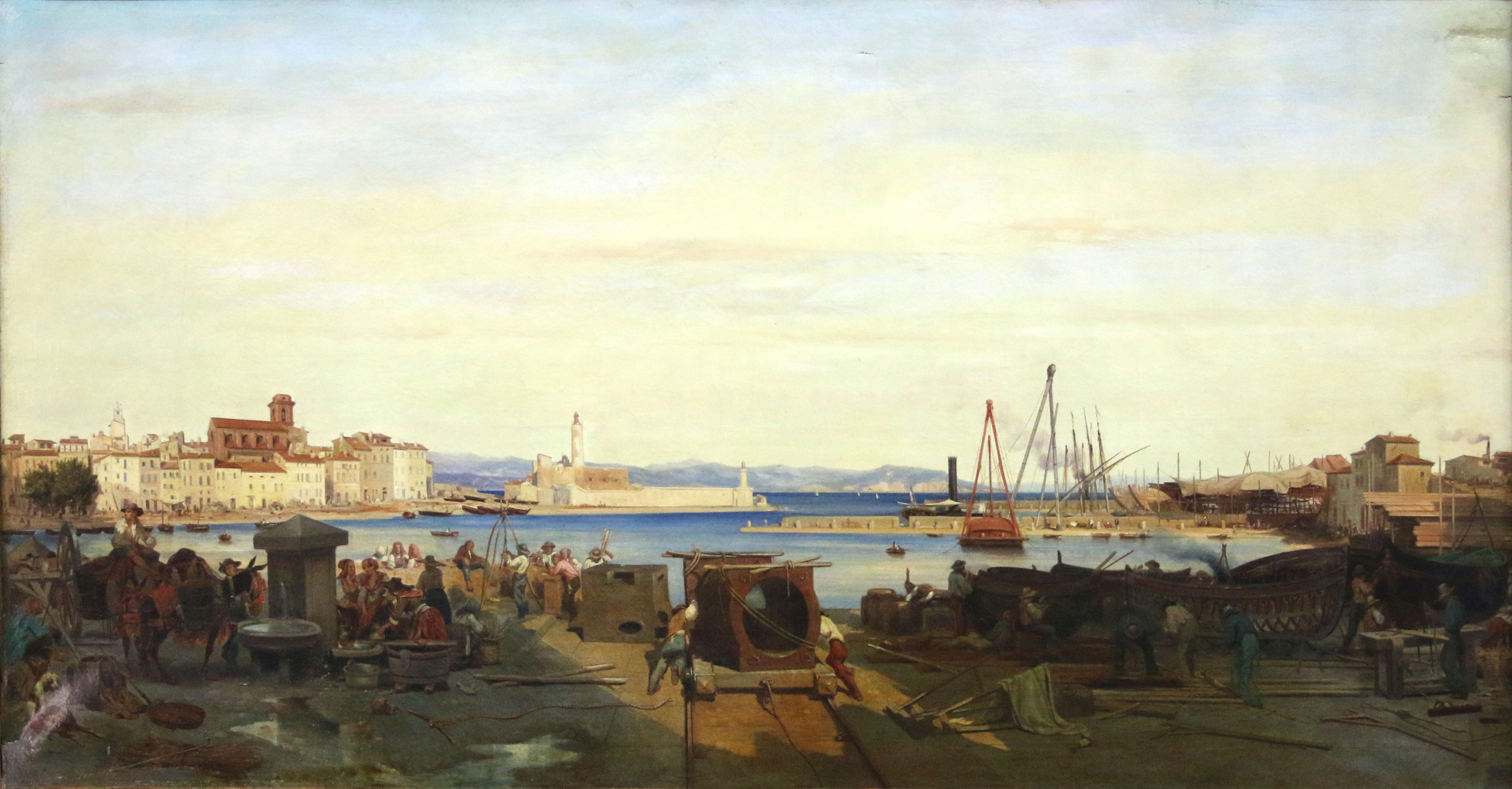
Émile Loubon, Le Port de La Ciotat (1844).
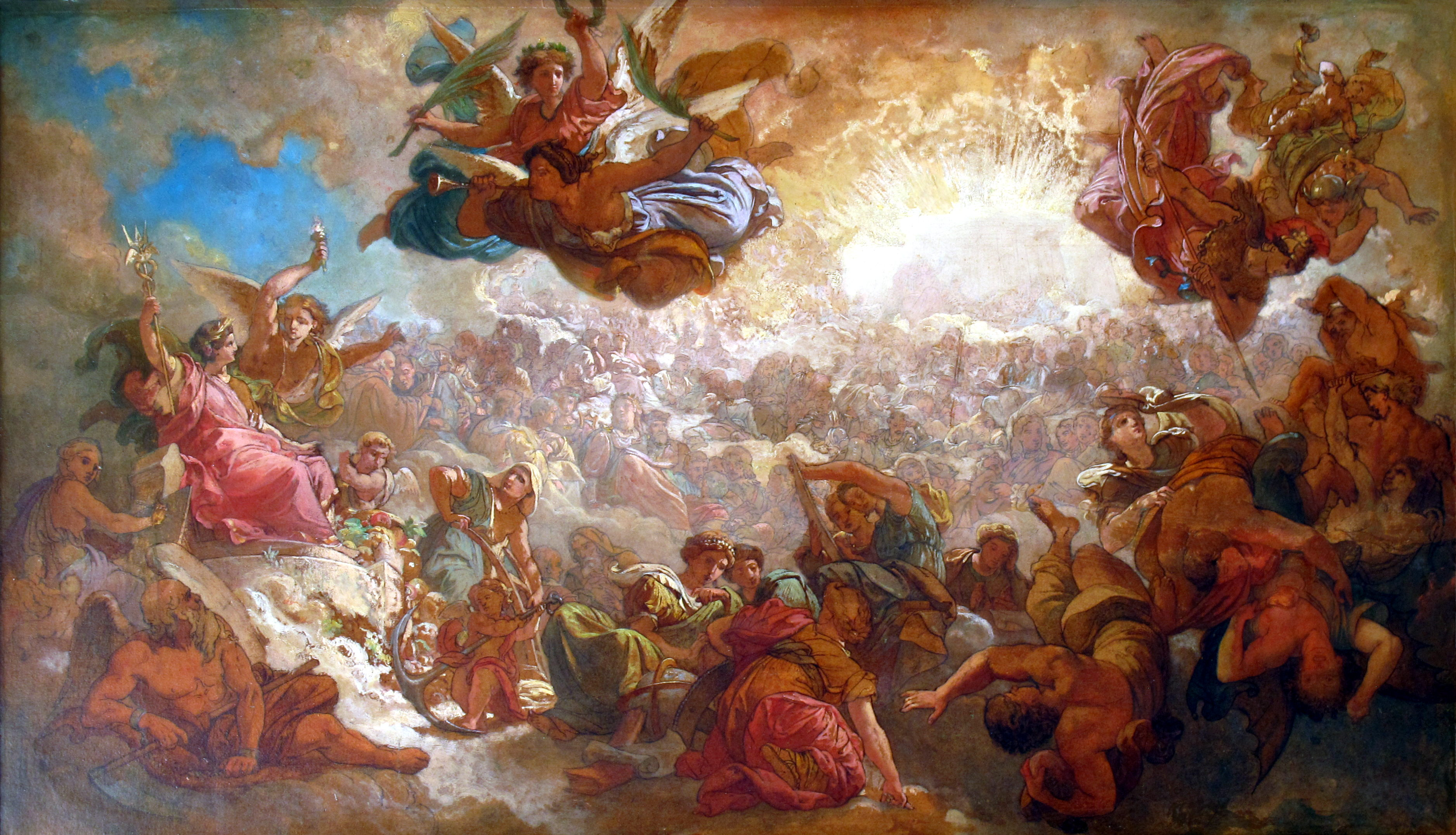
Dominique Antoine Magaud, L'Apothéose des grands hommes de Provence (1860), esquisse.
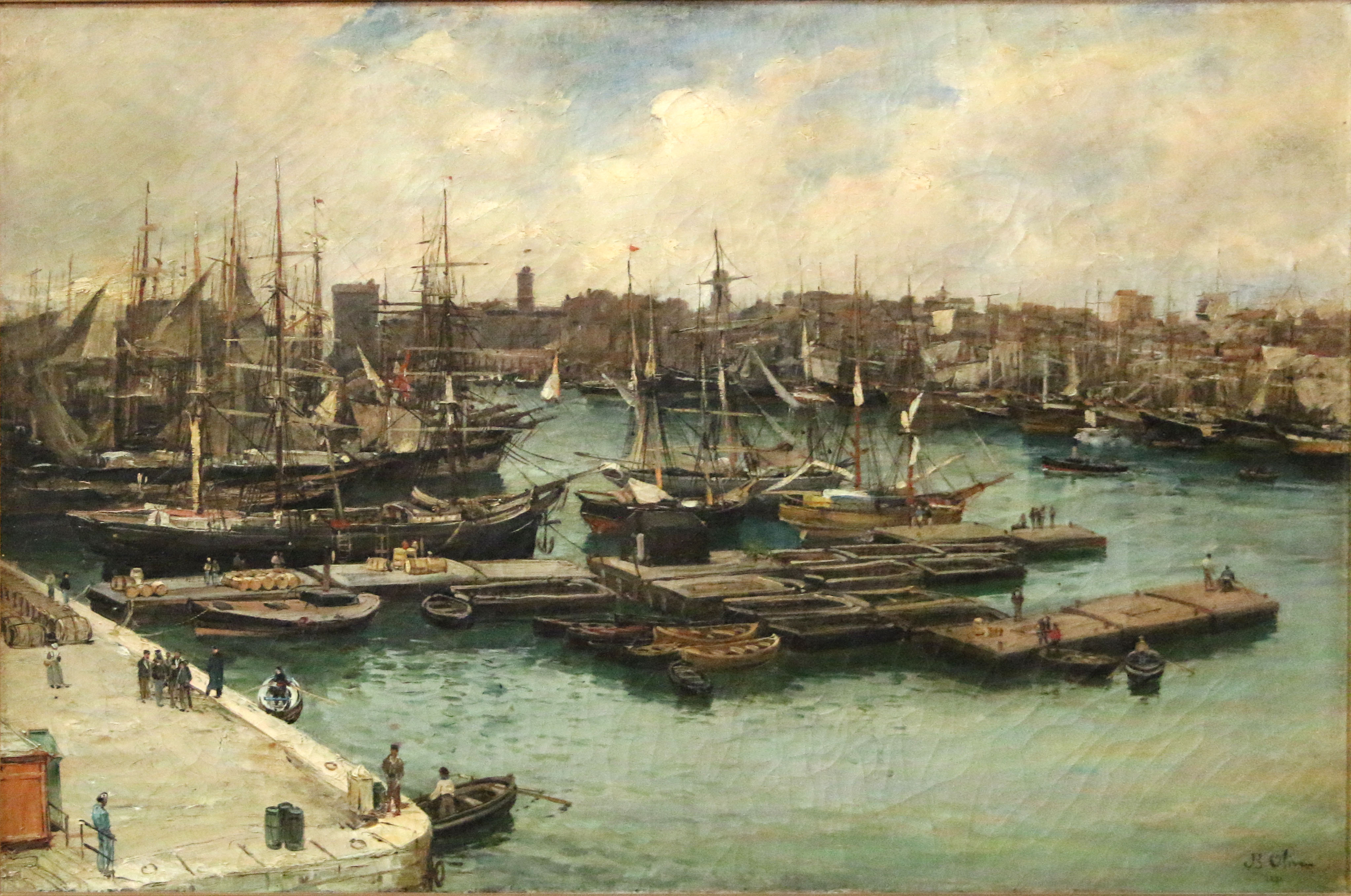
Jean-Baptiste Olive, Le Quai aux huiles (1881).
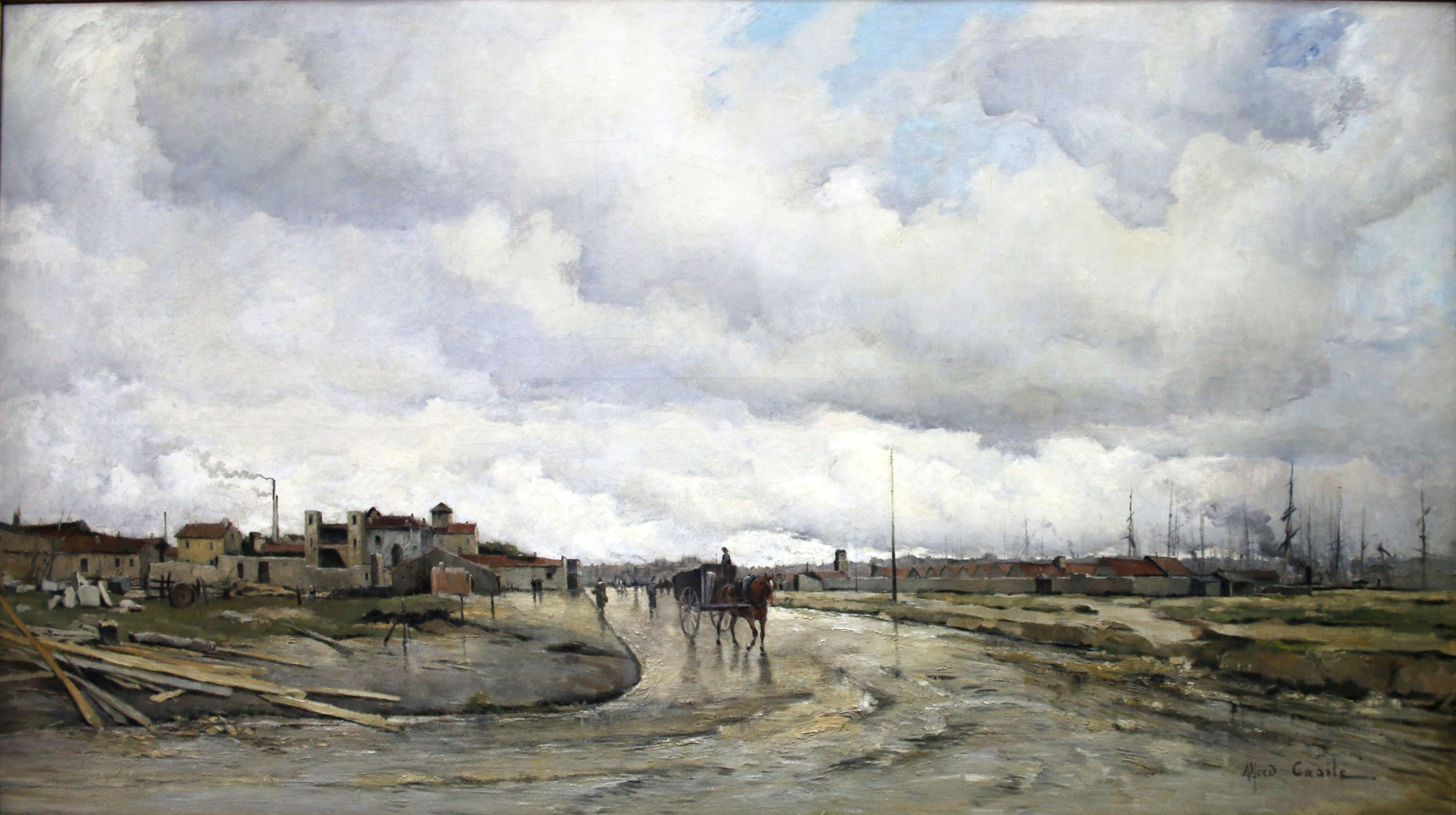
Alfred Casile,  Les Abords du bassin du Lazaret (1884).
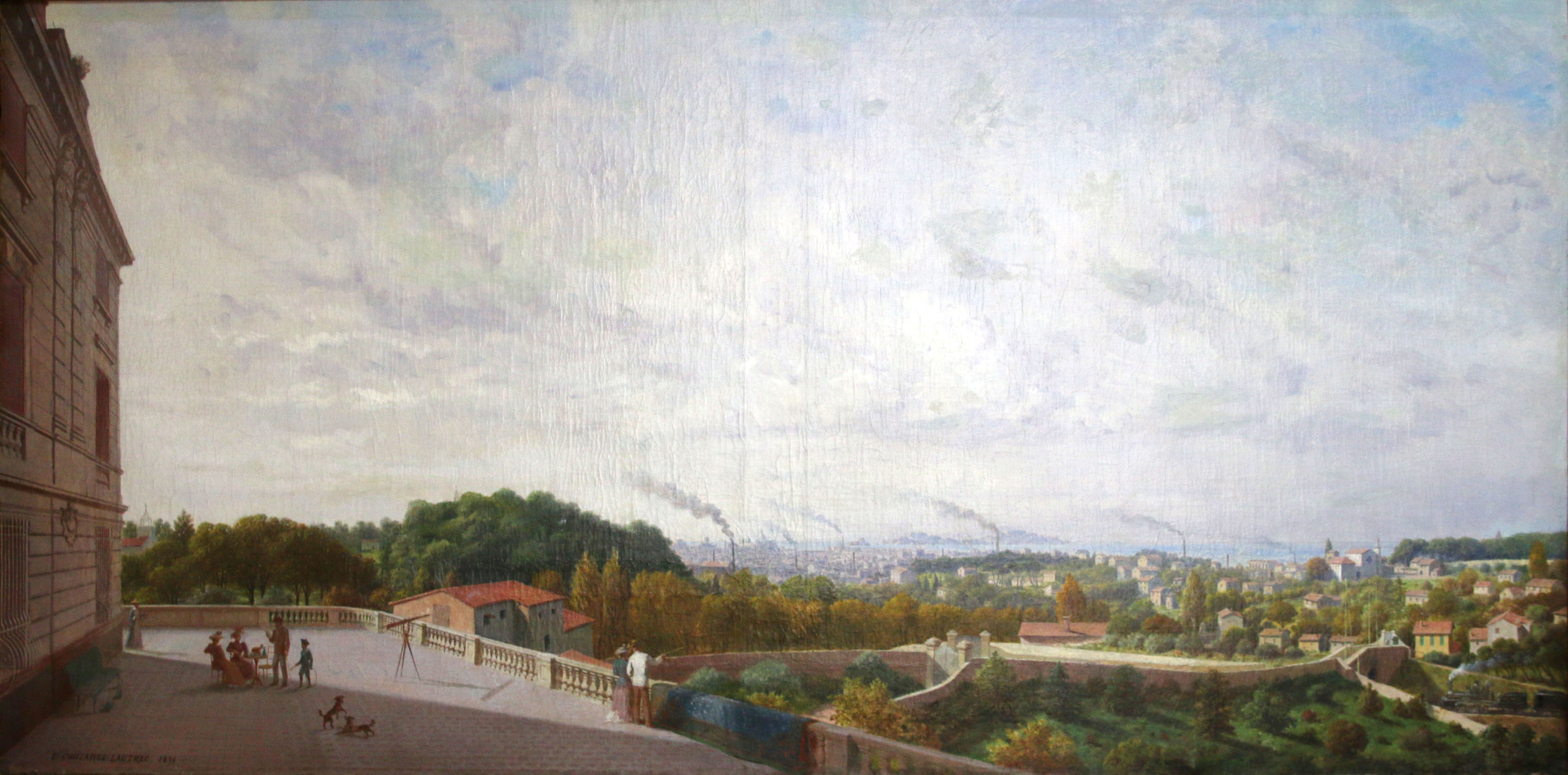
Emmanuel Coulange-Lautrec,  Marseille, vue de saint-Barthélemy (1894).
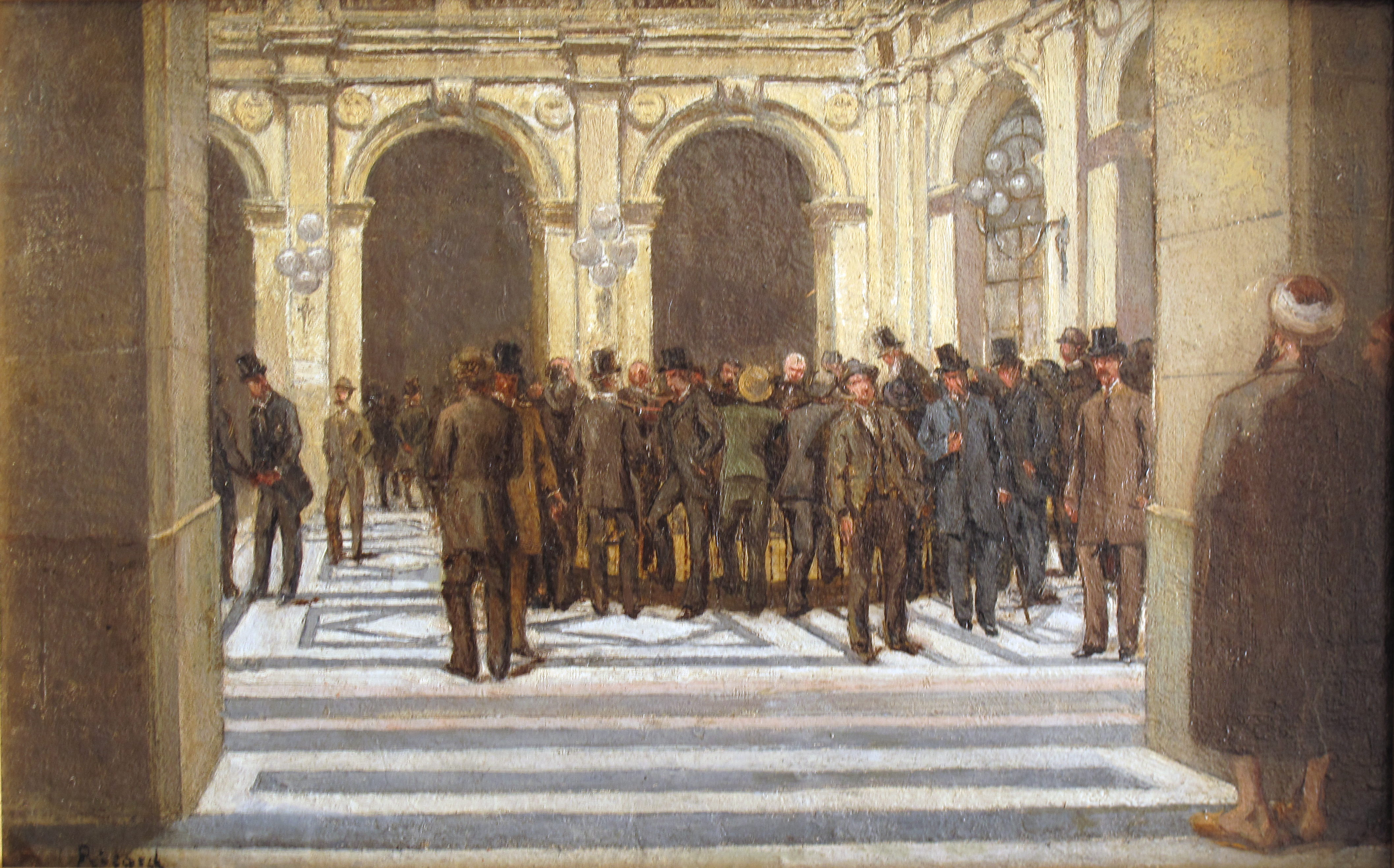
Gustave Ricard, Le Grand hall du palais de la Bourse de Marseille.
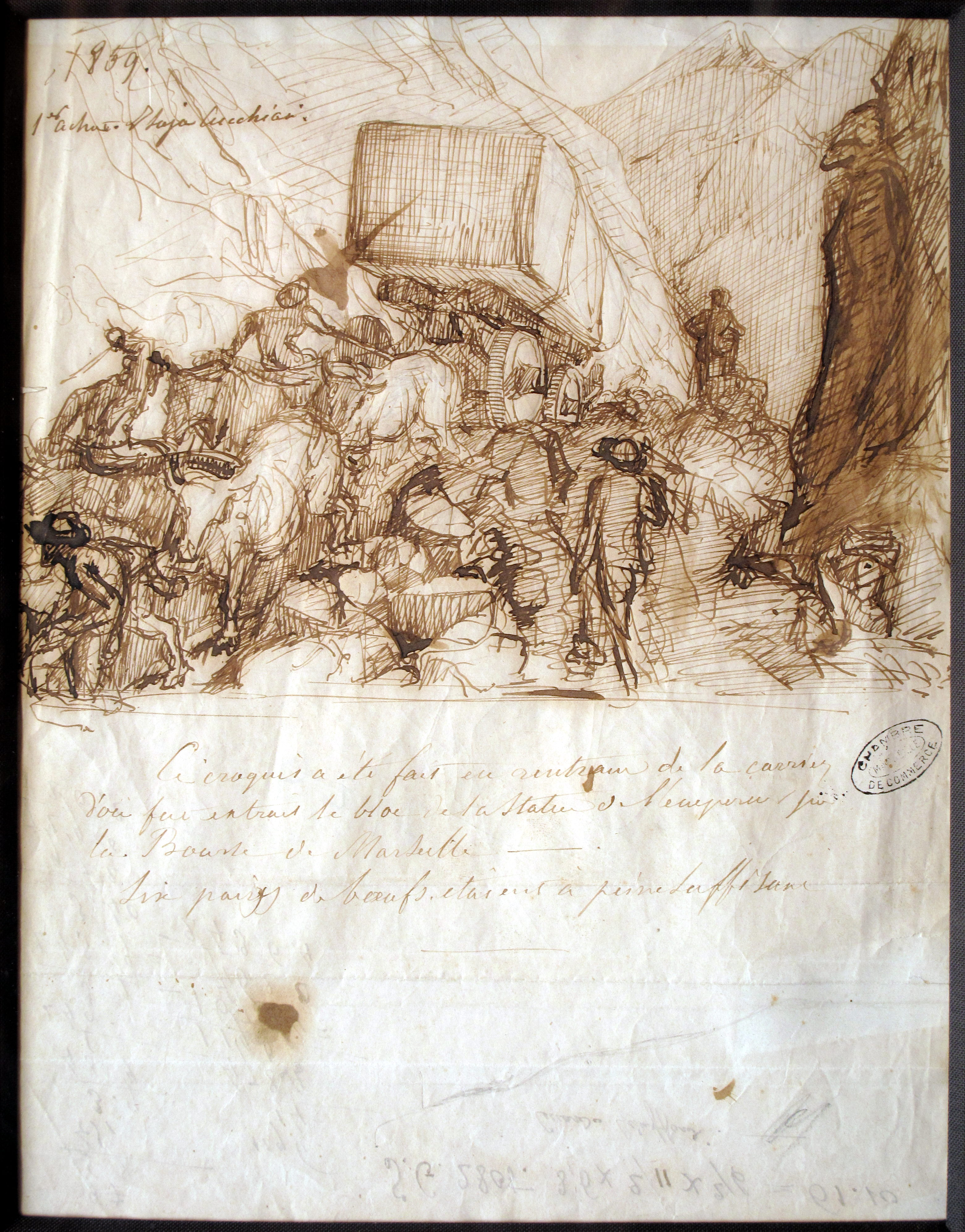
Auguste Ottin, Transport du bloc de marbre de Carrare pour la statue de l'empereur (1859), dessin.
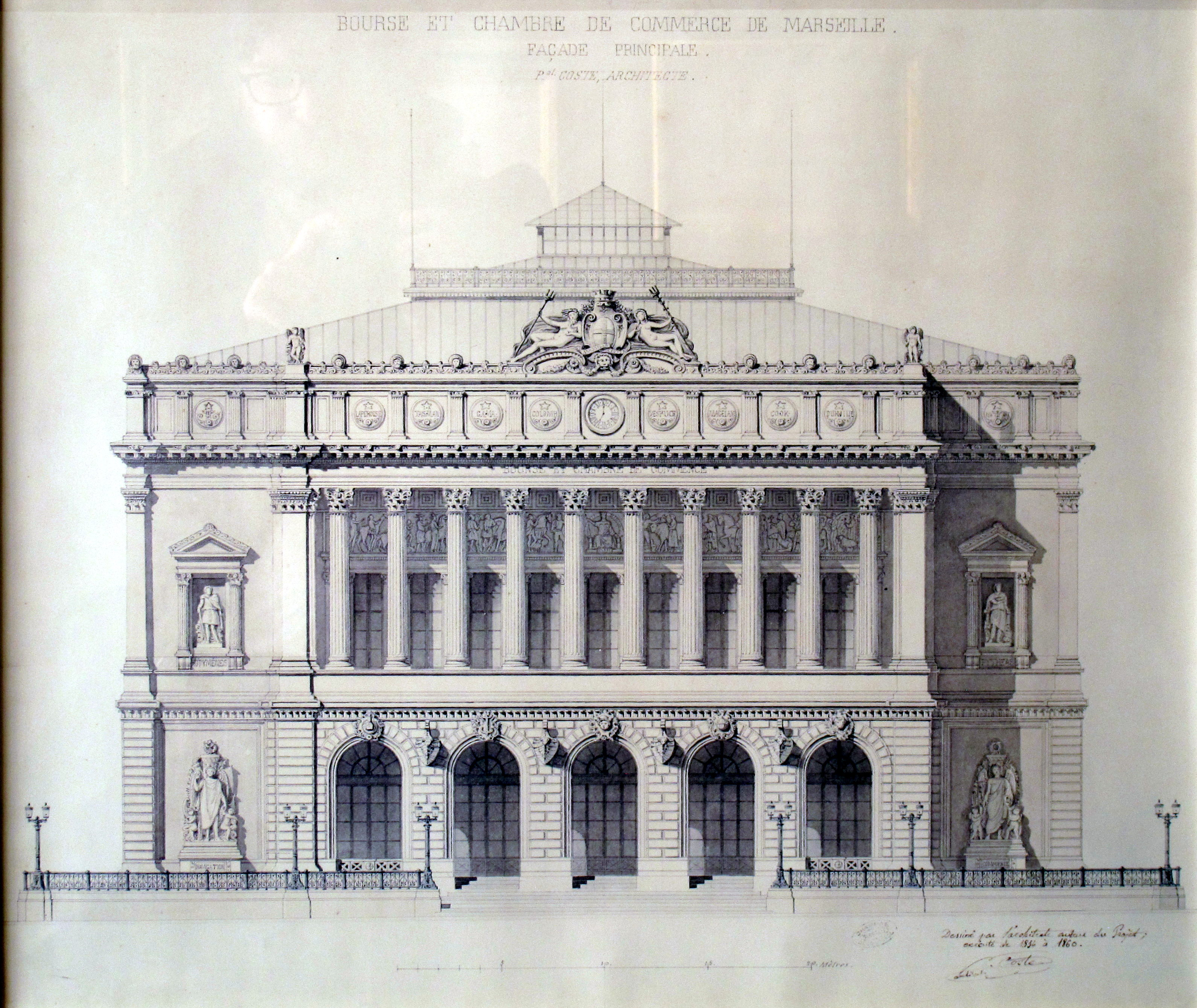
Pascal Coste, Bourse et chambre de commerce de Marseille (entre 1852 et 1860).
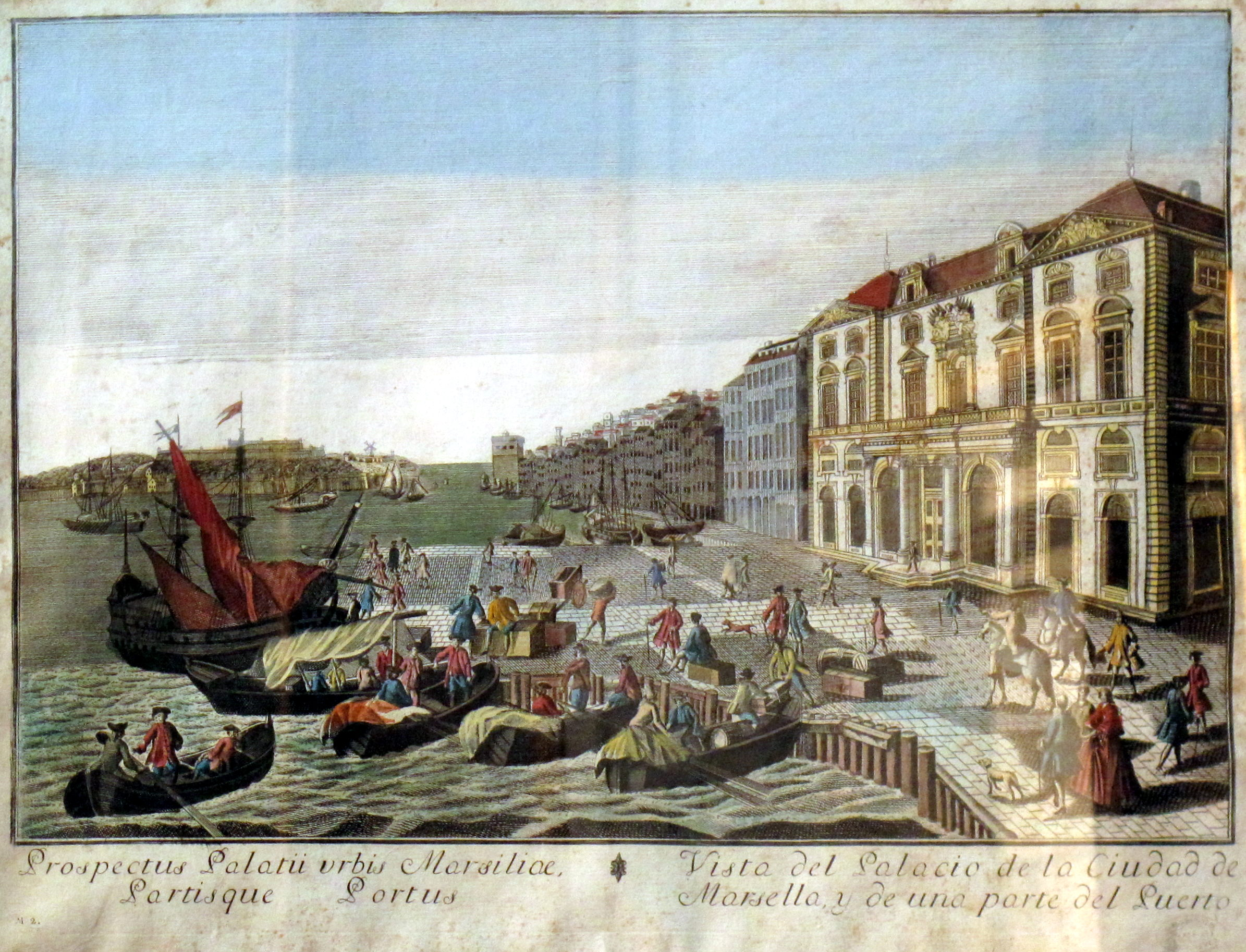
Vue du palais de la ville de Marseille et d'une partie du port (XVIIIe siècle), gravure anonyme.
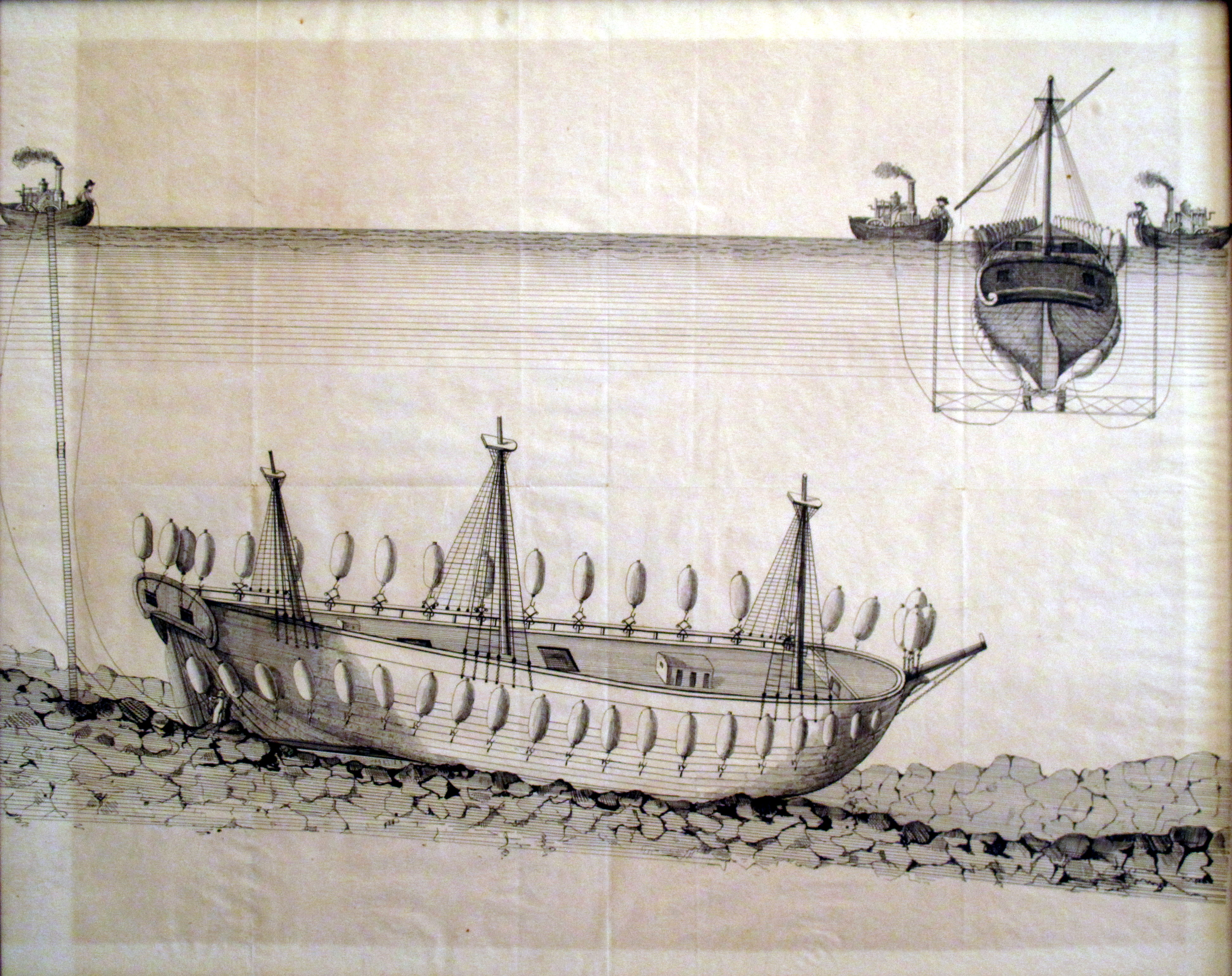
Description du système Bandier pour le sauvetage des navires coulés (1859), gravure anonyme.
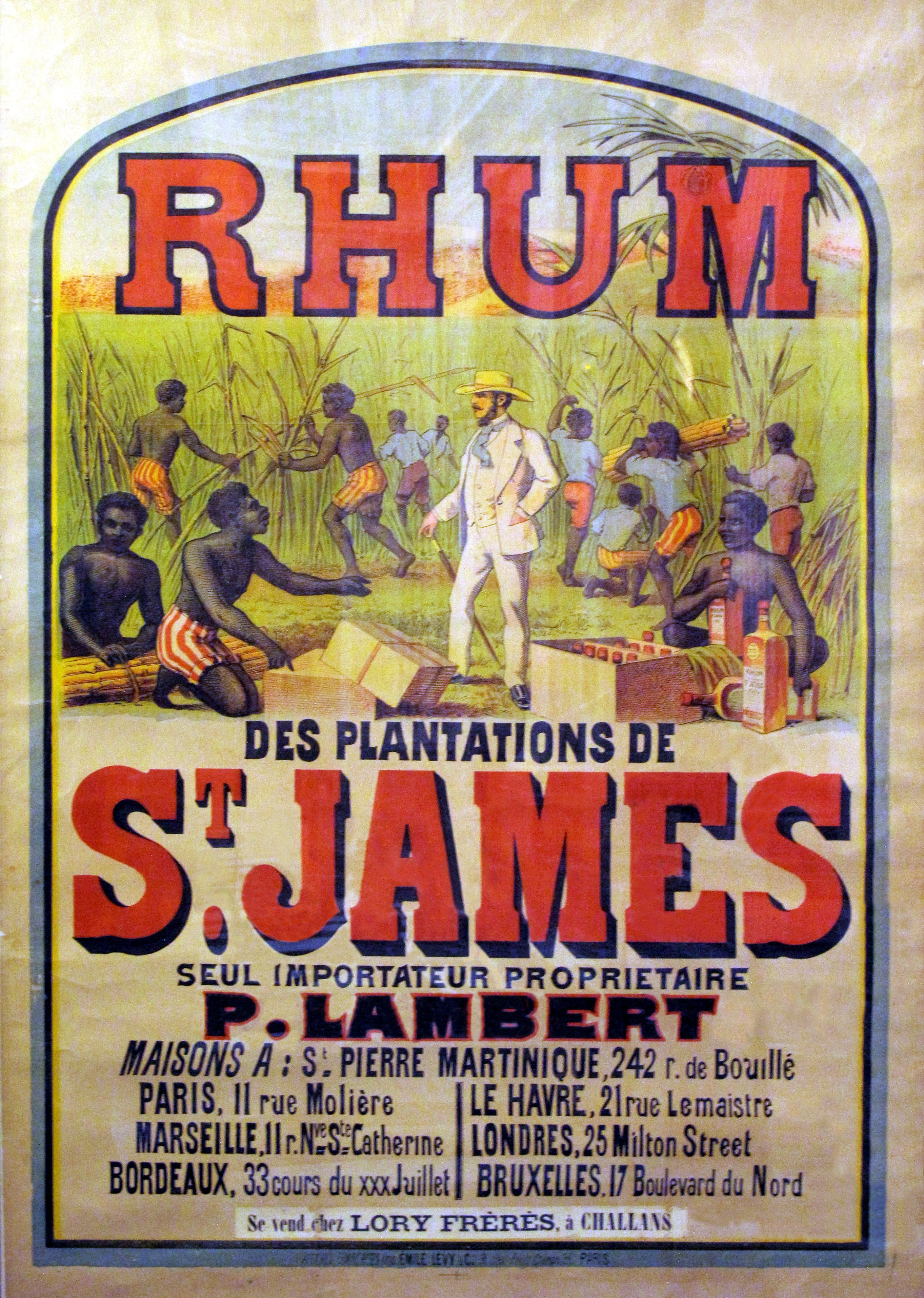
Rhum des plantations Saint-James (vers 1888), affiche.
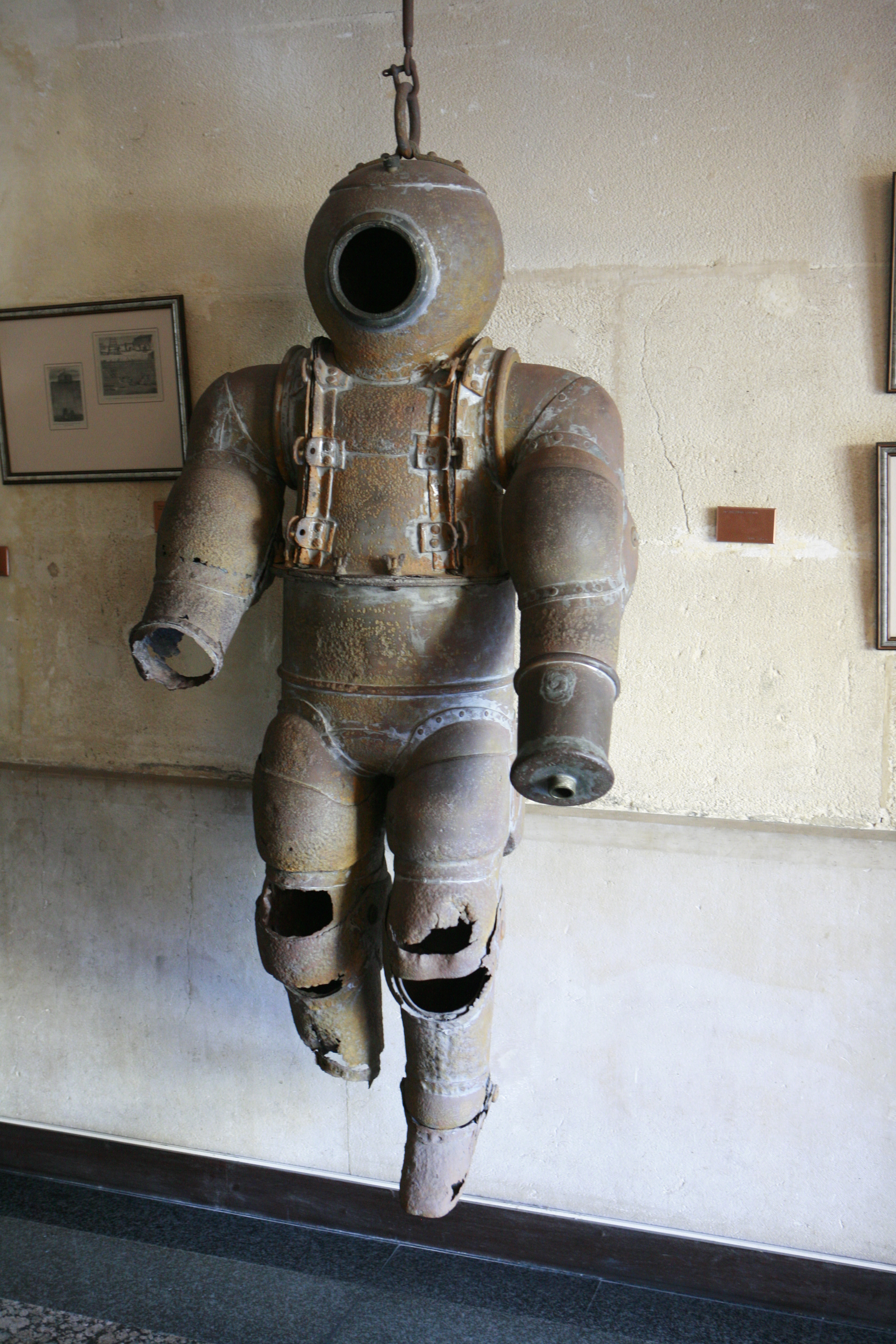
Scaphandre.
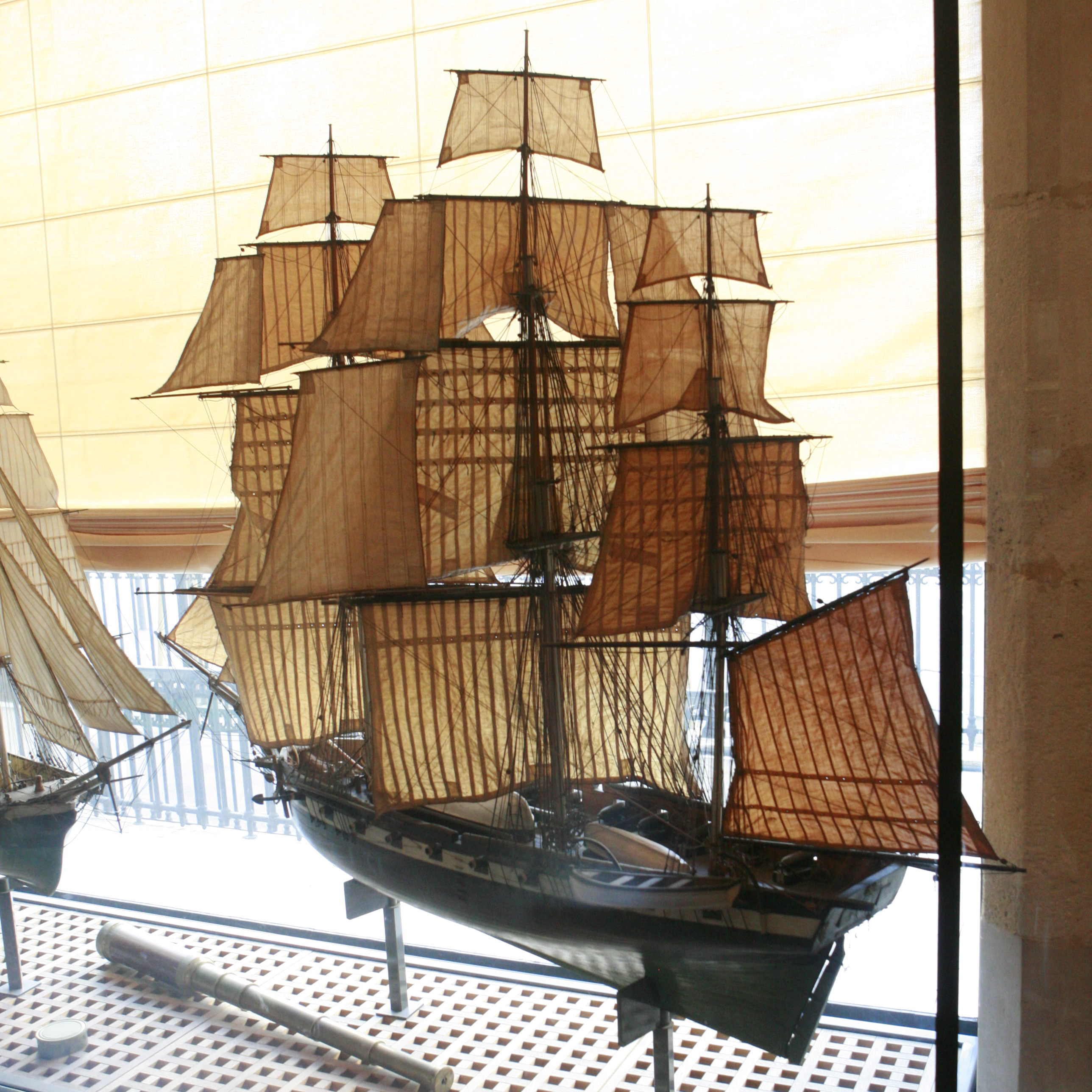
Maquette du Massilia.
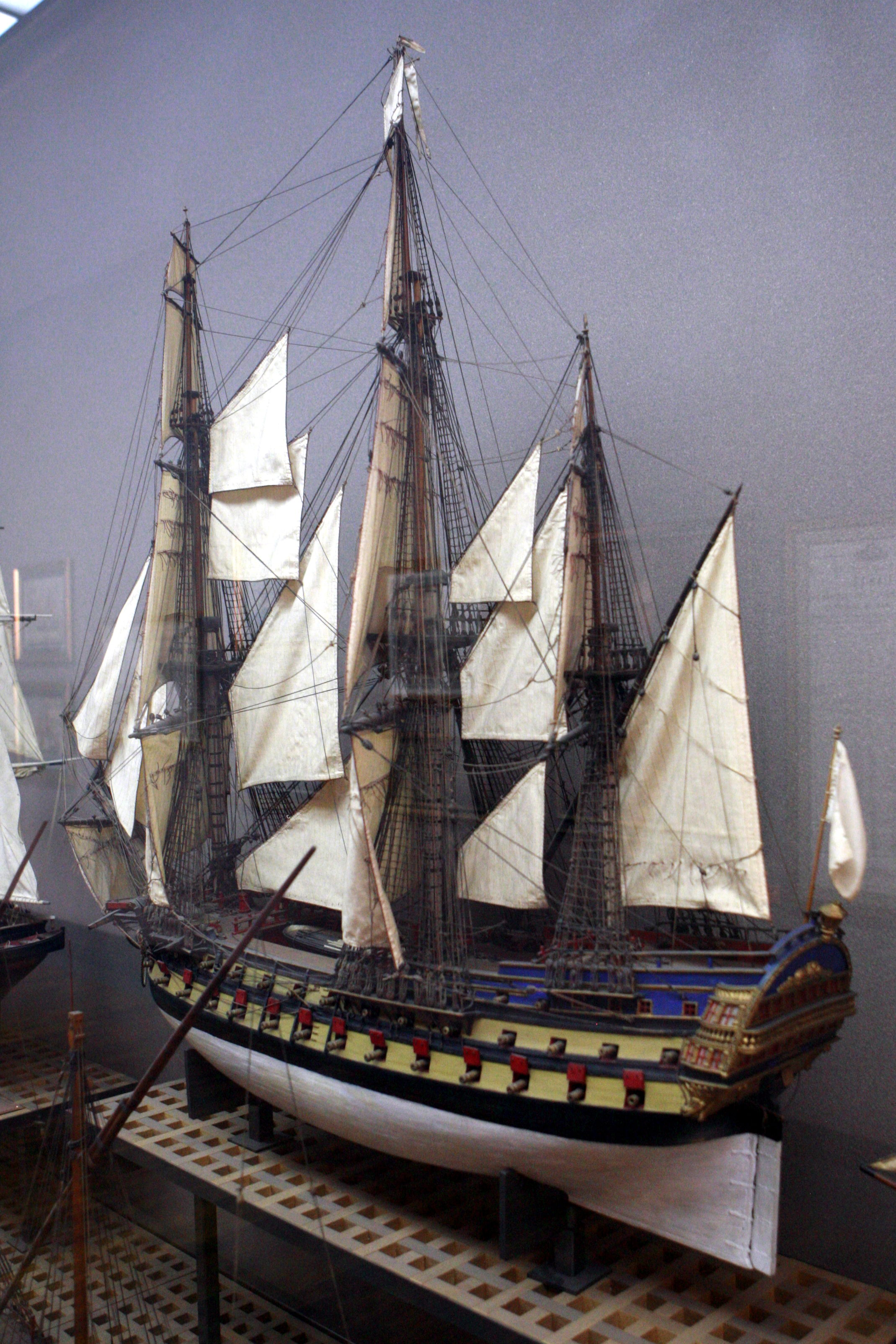
Maquette du Marseillois.